# Arseni Semiónov
Arseni Nikíforovich Semiónov (en ruso: Арсений Никифорович Семёнов, 23 de enero de 1911, Provincia de Vítebsk — 13 de septiembre de 1992, San Petersburgo) fue un artista soviético, paisajista, profesor de pintura, miembro de la Unión de Artistas de Leningrado, uno de los más brillantes representantes de la Escuela de Pintura de Leningrado.

## Biografía
Arseni Nikíforovich Semiónov nació el 23 de enero de 1911 en Bielorrusia. Desde 1927, vivió en Leningrado. De 1930 a 1937 estudió en la Dmitri Kardovski en la Instituto de Arte de Iliá Repin en Leningrado. Después de graduarse, entre 1937 a 1939 trabajó como profesor de la escuela de arte en la ciudad de Penza. De 1939 a 1944 sirvió en las fuerzas blindadas del Ejército Rojo, en la guerra con la Alemania nazi. Fue ascendido a comandante de un batallón de tanques. Cinco veces fue herido. Recibió numerosos premios militares. 
Desde 1946, Arseni Semiónov participó en exposiciones. Pintó paisajes, escenas de género, naturalezas muertas. En 1947 comenzó a enseñar pintura en el Art Institute Vera Mujina, donde trabajó durante cuarenta años. También en 1947 fue admitido en la Unión de Artistas de Leningrado. En busca de nuevas experiencias y temas para sus pinturas Arseny Semiónov viajó mucho. Entre  1950 a 1970 años visitó Stáraia Ládoga, Estados Bálticos, Transcarpacia, Crimea, Pskov, Izborsk, Kostroma, Novgorod, Torzhok, así como Italia y Francia.
Vino desarrollando sus temas principales de artista: los paisajes de Leningrado, así como los tipos de las antiguas ciudades de Rusia. Relativamente menos, se ocupó de retratos y naturalezas muertas. Expuso sus obras en Leningrado - San Petersburgo en 1966, 1977, y 2006.
Su obra, plasmada entre 1950 a 1970, lo puso en la avanzada de los principales maestros contemporáneos de la pintura de paisaje. Sin embargo, un verdadero reconocimiento le llegó después de la muerte. En la década de 1990, sus pinturas se exhibieron con éxito en exposiciones y subastas de arte ruso en Francia. Sus obras se encuentran en el Museo Estatal Ruso de San Petersburgo, en museos y colecciones privadas en Rusia, EE. UU., Reino Unido, Japón, Alemania y otros países. Una gran exposición de sus obras se celebró en San Petersburgo en 2006. Al mismo tiempo, en San Petersburgo salió un gran álbum dedicado a la obra del artista.

## Videos
- Artista Arseny Nikiforovich Semiónov (1911-1992)
- Leningrad in paintings of Arseny Semionov (1911-1992)
- The City of Leningrad and his citizens in paintings of 1930-1990s. Part 1 en YouTube.
- The City of Leningrad and his citizens in paintings of 1930-1990s. Part 2 en YouTube.
- Portrait in painting of 1920-1990s. The Leningrad School. Part 2 en YouTube.